# Dissostichus mawsoni
El Bacalao antártico  o róbalo de profundidad (Dissostichus mawsoni) es una especie de pez del Océano Austral o Océano Antártico famoso por su producción de glicoproteína anticongelante que le permite no congelarse en las heladas aguas.
Aunque es llamado bacalao, no es un bacalao verdadero ni forma parte del mismo orden.

## Características generales
Son grandes peces, probablemente mesopelágicos. Se han capturado en aguas a más de 2000 metros de profundidad. Plenamente desarrollados, los Dissostichus mawsoni se encuentran entre los peces más grandes de la Antártida, ya que miden hasta 2 metros de longitud y pueden llegar a pesar más de 135 kilogramos.
En cuanto a longevidad, puede vivir sobre 30 años.

## Importancia económica
Esta especie es foco de pesca en el esquema CCAMLR, capturada en el Océano Austral principalmente en el mar de Ross, y también en el mar de Weddell. Reportando una captura anual de 4000 t.